# Globe Trade Centre
Globe Trade Centre (GTC) este o companie imobiliară din Israel.
Grupul activeză din 1994 și este reprezentat în nouă țări central-est europene, respectiv Polonia, Ungaria, Cehia, România, Serbia, Croația, Bulgaria, Slovacia și Ucraina.
GTC este controlat de grupul israelian Kardan și este listat la Bursa din Varșovia din anul 2000.
Deține lanțul de mall-uri Galleria care este prezent în Polonia (în orașele Varșovia, Cracovia și Czestochowa), Bulgaria (în Varna, Burgas, Ruse), Croația la Zagreb, în Cehia la Praga.
În România, este prezent în Buzău, Suceava și Piatra Neamț.

## GTC în România
GTC este prezentă și în România, din anul 1999, unde a dezvoltat în București clădirile America House și Europe House din Piața Victoriei.
Planurile de expansiune ale GTC în România includ dezvoltarea de centre comerciale Galleria în toate orașele cu o populație de peste 75.000 locuitori, în perioada următoare fiind fiind vizate orașele București, Galați și Arad.